# ホップ☆ステップ賞
ホップ☆ステップ賞（ホップステップしょう）は、かつての日本の漫画賞。『週刊少年ジャンプ』（集英社）による月例の新人募集企画。1985年3月から1996年7月にかけて行われた。H☆S賞と略される場合もある。

## 主な受賞者
（作品名は基本的に、受賞時の表記とする。また受賞時とその後の名義が違う場合、後ろに括弧付で現在の名義を表記する。）
- 渡辺航（1986年12月第22回、佳作）
- さんげりあ（光原伸）「処刑の密室」（1987年1月期第23回、佳作、第1巻収録）
- 有賀照人「スクールウォーズ - 風は南から -」 （1987年、第1巻収録）
- 冨樫義博「ジュラのミヅキ」  （1987年2月期第24回、佳作、第1巻収録）
- 奥谷みちのり（奥谷通教）「ワンパンチ」
- 樹崎聖「ff（フォルテシモ）」 （1987年4月期第26回、入選、第1巻収録）
- 富沢佑（富田安紀良、富田安紀子）「死神に乾杯!」（第1巻収録）
- 梅沢勇人（梅澤春人）「南方遊伝」（1988年1月期第35回）
- 鶴岡伸寿「THE FIGHT - 戦い -」（1988年2月期第36回、入選）
- 蒲地哲也「BOYS JUMP THE MIDNIGHT」（第2巻収録）
- つだ裕二「FOOLISH BEAT」（第2巻収録）
- 猫山田ひろし「ジャングルキッズ!!」（第2巻収録）
- 松田多紀夫「マッドパイロット」（第2巻収録）
- 鈴木智也「BOMBER」（第2巻収録）
- 新潟進「プロフェッサーJ」（第2巻収録）
- 渡辺雄二「限界!!RUNNER」（第3巻収録）
- 越知智雄「片手で総一郎」（第3巻収録）
- 大貫香緒里「ぶっ飛び刑事の子守唄」（第3巻収録）
- 福田徹守「はらの名はシトリー!」（第3巻収録）、「銀河パトロールカルメン」（第5巻収録）
- 坂井義生「一閃!!虎狼丸」（第3巻収録）
- みぎた鶴樹「天使か悪魔か」（第3巻収録）
- 岩泉舞「ふろん」（1989年、佳作、第4巻収録）
- よしだ友紀「ブリガンディ」（第4巻収録）
- 真木野ばお「カッタリーナ三世」（第4巻収録）
- 花岡夢二「ぼくのゆうき」（第4巻収録）
- 山根和俊「BERSERK」（1989年、佳作、第4巻収録）、山根和俊「SCORPIO」（第5巻収録）
- 加藤柳一「シフト・アップ」（第4巻収録）
- 中村佳美「オレのとらぶるBABY」（第5巻収録）
- 小島忍「ウルフ・ガール」（第5巻収録）
- 林修司「ぎんじ」（第5巻収録）
- 今井ひづる（イマイヒヅル）「サニイ・サイド・アップ!」（第5巻収録）
- 立澤克美（立沢克美）「こぼれKIDS」（第6巻収録）
- 雄皇一幸「Knight Master」（第6巻収録）
- 金田達也（1990年8月期第66回、佳作）、「Children」（1992年2月期第72回、佳作、第7巻収録）
- 坂本昭悟「からくり忍者伝破邪丸」（1990年9月期第67回、佳作、第6巻収録）
- 和月伸宏「北陸幽霊小話」（第6巻収録）
- 林三成「風雲戦国掃除当番」（第6巻収録）
- 坂本眞一「キース!!」（1990年12月期第70回、入選、第6巻収録）
- 斉藤栄 (さいとー栄)「MY REVOLUTION」（第7巻収録）
- 徳永雅一「Again」（第7巻収録）
- 月島薫「朱魔罹 - シュマリ - 」（1991年、第7巻収録）
- 木村真吾「フェアリーウッド」（第7巻収録）
- 織田秀則「田頭兄弟」（1991年5月期第75回、入選、第8巻収録）
- 山本純二「南風からから」（1991年5月期第75回、佳作、第8巻収録）
- 松本大治「鋼のマングース」（第8巻収録）
- 松元おさむ「天狗」（1991年8月期第78回、入選、第8巻収録）
- 霧木凡ケン（桐木憲一）「ななせ君のバカ」（1991年8月期第78回、入選）
- おおた文彦「ペイントマン」（1991年9月期第79回、佳作、第8巻収録）
  - 原色超人ペイントマン - マンガ図書館Z（外部リンク）
- 坂木精一「軍十郎のゆううつ」（1991年10月期第80回、佳作、第9巻収録）
- 来住大介（樋口大輔）「イタル」（1991年11月期第81回、佳作、第9巻収録）
- 岩渕洋助「白虎」（第9巻収録）
- 叶恭弘「BLACK CITY」（1992年1月期第83回、入選、第9巻収録）
- 田口範明「フィーリング」（1992年2月期第84回、佳作、第9巻収録）
- もとにもとい「ゴーストライダー」（1992年3月期第85回、佳作、第9巻収録）
- 岩舘直樹「ア ソード イズ ノーネーム」（第10巻収録）
- 飯島じゅん（夾竹桃ジン）「必殺!!家族戦隊家族マン!」（第10巻収録）、「死神 街にやってくる」（1992年4月期第86回、審査員〔井上雄彦〕特別賞）
- 松崎香世子「WILD FAMILY」（第10巻収録）
- 岩田康照（岩田やすてる）「SCATTER BRAIN」（佳作、第10巻収録）
- 浅野ひろし「タケル」（第10巻収録）
- 江原正一（栗原正尚）「マジシャンズ」（審査員特別賞、第10巻収録）
- 道元宗紀「ゴージャスファミリー」（1992年、第11巻収録）
- 大嶋裕之（オオシマヒロユキ）「昇り銀竜錦牡丹」（第11巻収録）
- 山上幸二「ドカバキボス」（第11巻収録）
- 山田きんいち「逆鱗丸」（第11巻収録）
- 八神健「サボテンの剣」（1992年12月期第94回、佳作、第11巻収録）
- 山田和重「郵便屋ノバル」（第11巻収録）
- 小金井正幸（花小金井正幸）「野球研究部の逆襲」（1993年、審査員〔秋本治〕特別賞、第12巻収録）
- 二条忠則「THE CYCLES OF LIFE」（1993年6月期第100回、佳作、第12巻収録）
- 畠山彰夫「RABBITS」（第12巻収録）
- 櫻森和駿「ロッド・ローレンと狼」（第12巻収録）
- 武田深川「えみが恋して」（第12巻収録）
- 山口晶彦「恋のリトルリーグ」（第12巻収録）
- 木谷隆人「負けるもんか!」（1993年8月期第102回、佳作、第13巻収録）
- 中島雅嘉「叫び」（第13巻収録）
- 尾田栄一郎「一鬼夜行」（1993年10月期第104回、入選、第13巻収録）
- 柳田東一郎「レッスルボール」（1993年10月期104回、入選）
- 米津達也「櫻ノ園学園じょそうッコクラブ」（第13巻収録）
- 兼久政彦「拓也with HAND BALL」（第13巻収録）
- ささきけん（佐々木健）「トマトジュース」（1993年、第13巻収録）
- 薮口黒子「デレク」（1993年11月期第105回、佳作、第14巻収録）、「SLAYERS」（第14巻収録）
- 新美聡（滓刃リスヲ）「It's Cool」（第14巻収録）、「行商人がゆく!」（第17巻収録）
- 大下紀文「Days」（第14巻収録）
- 山川かおり「戦国色男伝説」（第14巻収録）、「鑾児」（第15巻収録）
- 高谷正弘「華舞小枝」（第14巻収録）
- 福重正和「YAGIRI」（第15巻収録）、「魔銃戦記楓鈴」（第17巻収録）
- しんがぎん「鬼が来たりて」（1994年3月期第109回、第15巻収録）
- 目黒広治「只今見参」（1994年、佳作、第15巻収録）
- 篠原達生「熱い夢を見せてやるぜ」（第15巻収録）
- 鈴木央「Revenge」（1994年、佳作、第15巻収録）
- 桜沢裕之「超風水師JACKY」（第16巻収録）
- 木多康昭「夜明け前」（1995年3月期第121回、佳作、第16巻収録）、「仮面の告白」（第17巻収録）
- 横田興／北五葉たかし「ドカン・オヤジ」（第16巻収録）
- 水元昭嗣（みずもとあきつぐ）「RAI－ライ－」（第16巻収録） ※1993年10月期、1994年1月期に受賞[1]
- 三上結樹「ポトポトポットン」（第16巻収録）
- 勝尚哉（井漕尚樹）「スターブレード」（第16巻収録）
- 村田雄介「パートナー」（1995年4月期第122回、入選、第17巻収録）
- 河村行政「GET THE GLORY」（第17巻収録）
- 高岡大輔「人形通信」（第17巻収録）
- 湯嶋恵一（高橋秀武）「運命促進改造の手引き」（第18巻収録）
- 田中加奈子（たなかかなこ）「平妖三昧」（1995年10月期第128回、佳作、第18巻収録）
- 藤井志保「生まれ変わろう」（第18巻収録）
- 古河衛「選タク」（1995年12月期第130回、佳作、第18巻収録）
- 三橋さやか「FLY'S」（第18巻収録）
- 岸本斉史「カラクリ」（1996年2月期第132回、佳作、第18巻収録）
- 津田今日子「忍者総合学院IGA!」（1996年、第19巻収録）
- 天稀孔一「機械仕掛けの花」（第19巻収録）
- 太田康代「もう半分」（第19巻収録）
- 長谷川誠（長谷川光弐）「格闘職人アウディ」（1996年6月期第136回、入選、第19巻収録）
- 也樹紀貴「天空のあの星へ…」（第19巻収録）

## 単行本
優秀作品の一部を集めて1988年から1997年にかけて書籍化された。
- 『週刊少年ジャンプ新人漫画賞 ホップ★ステップ賞SELECTION 』集英社〈ジャンプ・コミックス〉 全19巻

1. 1988年3月1日発売 ISBN 978-4-08-871111-9
2. 1989年3月1日発売 ISBN 978-4-08-871112-6
3. 1989年11月1日発売 ISBN 978-4-0-8871113-3
4. 1990年3月1日発売 ISBN 978-4-08-871114-0
5. 1990年9月1日発売 ISBN 978-4-08-871115-7
6. 1991年4月15日発売 ISBN 978-4-08-871116-4
7. 1991年9月15日発売 ISBN 978-4-08-871117-1
8. 1992年4月1日発売 ISBN 978-4-08-871118-8
9. 1992年9月9日発売 ISBN 978-4-08-871119-5
10. 1993年2月1日発売 ISBN 978-4-08-871120-1
11. 1993年9月1日発売 ISBN 978-4-08-871121-8
12. 1994年2月1日発売 ISBN 978-4-08-871122-5
13. 1994年9月7日発売 ISBN 978-4-08-871123-2
14. 1995年10月4日発売 ISBN 978-4-08-871124-9
15. 1995年10月4日発売 ISBN 978-4-08-871125-6
16. 1996年4月6日発売 ISBN 978-4-08-871126-3
17. 1996年10月8日発売 ISBN 978-4-08-871127-0
18. 1997年2月10日発売 ISBN 978-4-08-871128-7
19. 1997年4月17日発売 ISBN 978-4-08-871129-4